# Abu Hamad
Abu Hamad (Arabskie: أبو حمد) – miasto w północnym Sudanie położone nad Nilem na prawym brzegu. Nazwa miasta pochodzi od imienia miejscowego wodza (szejka), którego grobowiec znajduje się nieopodal.

## Transport
Abu Hamad jest węzłem kolejowym. Łączą się tutaj linie:
- Z Wadi Halfy przez pustynię
- Z Kerimy wzdłuż rzeki
- Z Chartumu wzdłuż rzeki

Zobacz więcej: Kolej w Sudanie